# 射場保昭
射場 保昭（いば やすあき、1894年（明治27年）8月2日 - 1957年（昭和32年）4月24日）は、日本の実業家、アマチュア天文家。
資産に恵まれた貿易商であり、1928年に神戸市の自宅に私設天文台「射場天体観測所」を開設。1930年代前半には欧米の天文学者と活発な交流を行った。藤原定家の日記『明月記』に残された「客星」（超新星など）の出現記録を、海外に紹介した人物である。

## 生涯

### 生い立ち
明治時代における日本有数の肥料輸入・販売会社「鈴鹿商店」の創業者・鈴鹿保家の嫡男として、1894年（明治27年）8月2日に東京・深川に生まれる。幼名は「鈴鹿 醇」。久松小学校の高等科を1年飛び級で卒業し、1907年に京華中学校に入学するも、間もなくオーストラリアに留学した。これは、鈴鹿商店最大の取引相手であり父の友人でもあった兼松房治郎（兼松商店創業者）の勧めによるもので、13歳から4年間、シドニー大学スコッチカレッジで農政経済を学んだ。
1916年（大正5年）頃に射場は日本に帰国。この間も鈴鹿商店の事業は順調に拡大しており、1917年には兵庫支店を開業した。射場は1918年ないし19年ごろに神戸に移住し、関西における事業拡大を担うこととなった。1920年、鈴鹿保家が57歳で没すると、射場が「二代目鈴鹿保家」を称して鈴鹿商店店主となり、2人の姉婿が専務・常務として会社を切り盛りすることとなった。

### 射場天体観測所
大正末期より、家業を姉婿らに任せた彼は「射場保昭」を名乗り、アマチュア天文家としての活躍が中心となっていく。花山天文台の山本一清や、東京天文台の神田茂とは、親しい交友があった。アマチュア天文家の育成に熱心であった山本に触発された射場は、1928年、神戸市須磨区の自宅に、当時としては本格的な私設天文台「射場天体観測所」を開設した。開設にあたっては東京天文台の広瀬秀雄（姫路市出身）の指導を受けた。観測器械や星図・星表・天文雑誌は、東京天文台・花山天文台に次ぐ規模で充実していたという。
オーストラリアへの留学経験があり、英語に堪能であった射場は、ハーヴァード大学天文台台長のハーロー・シャプレーや、写真測光学の権威であったE. S. キング（Edward Skinner King, ハーヴァード大学天文台教授）、カナダ王立天文学会元会長のC. A. チャント（トロント大学教授）、米国の『ポピュラー・アストロノミー』誌編集長であったC. H. ギングリッチ（Curvin Henry Gingrich, カールトン・カレッジ教授）など、欧米の天文学者とも幅広く文通・交流している。1931年には『ポピュラー・アストロノミー』誌に、英文の報告 "Amateur  Astronomy and Telescope Making in Japan" が掲載された。1932年2月にはチャントの推薦でカナダ王立天文学会会員に、1932年6月には英国天文学会 (BAA: British Astronomical Association) 会員に、1935年にはシャプレーの推挙により英国王立天文学会会員に、それぞれ認められている。1931年からは、コペンハーゲンの国際天文中央局 (Central Bureau for Astronomical Telegrams) からの天文電報が東京天文台に送られる際には京大・東北大や緯度観測所とともに射場天体観測所にも転電が送られるようになった。また海外の天文台からも多数の出版物が送付されるなど、国際的に高い知名度と評価を得ていた。しかし日本国内では、実力もないのに資産に物を言わせて海外の天文学者と交流しているといった中傷を受けることもあったという。

### 『明月記』の海外への紹介
1932年、射場は日本の天文古記録を集めた英文の小冊子 "Fragmentary Notes on Astronomy in Japan" （全34ページ）を自費出版し、日本国内外の研究機関に送付した。 "Fragmentary Notes on Astronomy in Japan" の内容は、ギングリッチによる編集を経て、1934年から1938年にかけて『ポピュラー・アストロノミー』誌に5編に分けて掲載された。『明月記』に残された「客星」（見慣れない星の意。超新星を含む）の記述を紹介する報告 "Ancient Records of Novae（Strange Stars）" は1934年に掲載され、世界の天文学界に広く知られることとなった。ニコラス・メイオールやヤン・オールトらは、1054年に観測された「客星」（超新星SN 1054）について『明月記』が記す光度や存続期間の記録に注目し、1942年にかに星雲がその残骸であることを明らかにする論文を発表した。射場の報告は超新星研究の発展に寄与したと言える。
『明月記』を直接読んではいないと考えられている射場が、『明月記』に客星出現の記録があるという情報を得た経路として、射場の事績を調査した竹本修三は2つの経路を考えている。ひとつは、日本全国の天文古記録を調査していた神田茂（1931年より進められた調査の成果は、1934年から1935年にかけて『日本天文史料綜覧』と『日本天文史料』として出版された）から提供された可能性である。もうひとつは、神戸在住のアマチュア天文家で古暦書の収集家であり、射場天体観測所にも客員研究員として関わっていた井本進（1901年 - 1981年）から情報を得た可能性である。

### その後
射場は天体写真分野では先駆的な業績があり、『天文月報』に多くの論説を発表している。1935年には日本天文学会評議員となる。1936年には、当時日本にあった望遠鏡のリストを作成している。
昭和10年代に入って日本と英米との対立色が濃くなると、英米に友人の多かった射場の立場は難しいものとなり、また海外との情報のやりとりも郵便検閲の強化によって阻まれるようになった。経済統制により本業の肥料輸入業も傾き、戦争の激化は天体観測そのものを困難にしていく。第二次世界大戦末期、鈴鹿商店が本拠を置いていた東京・深川佐賀町一帯が空襲によって激しい被害を受けたこともあってか、戦後に鈴鹿商店は清算会社となった。
これよりさき、1945年2月に東京天文台は火災によって多くの資料を焼失し、全国のアマチュア天文家に支援を要請した。広瀬秀雄との縁により、射場は所有していた貴重な星図や天体望遠鏡など観測機材一切を1946年に東京天文台に寄贈した。その後、射場は家屋敷を処分したが、晩年は持病の糖尿病が悪化、闘病の末に1957年（昭和32年）4月24日に63歳で死去した。

### 忘却から再評価へ
天文家として活発に活動したのが1930年代前半を中心とする短い期間であったことに加え、戦後に天文から離れたために射場は忘れ去られ、長らく生没年や職業さえ不明な「謎のアマチュア天文家」とされてきた。国際高等研究所におけるプロジェクト研究「天地人－三才の世界」（2009-2012年）の中で射場に関心を抱いた竹本修三（京都大学名誉教授）が調査を進め、2012年に射場の遺族が名乗り出たことなどからその人物像が再び明らかにされた。
射場の功績を記念して、2014年9月に、小惑星 (9432) 射場（1997年に小林隆男が発見したもの）が命名された。